# Co je nového, kočičko?
Co je nového, kočičko? (anglicky What's New Pussycat?; česky také Co je nového, kotě?) je filmová komedie z roku 1965 režírovaná Clivem Donnerem ve francouzsko-americké koprodukci.
Hlavní postavy ztvárnili Peter Sellers jako psychoanalytik, Peter O'Toole v roli sukničkáře, po němž touží ženy v podání Romy Schneiderové, Capucine, Pauly Prentissové a Ursuly Andressové. Herecký i scenáristický debut ve filmu zaznamenal americký umělec Woody Allen.
Titulní píseň v interpretaci Toma Jonese, k níž složil hudbu Burt Bacharach a textem opatřil Hal David, byla nominována na Oscara za nejlepší píseň. Woody Allen získal nominaci na WGA Award 1966 za nejlepší komediální scénář. Autorem filmového plakátu je Frank Frazetta a animaci titulkové sekvence vytvořil Richard Williams.

## Děj
Příběh se odehrává ve Francii. Notorický proutník Michael James (Peter O'Toole) by rád zůstal věrný své snoubence Carole Wernerové (Romy Schneider), ale zdá se, že každá žena, kterou potká, se do něj beznadějně zamiluje a on neodolá jejím svodům.
O Michaelovo srdce tak mimo jiné soupeří neurotická Američanka Liz Bien (Paula Prentiss), neúspěšně se pokoušející o sebevraždu z nešťastné lásky a parašutistka Rita (Ursula Andressová), jež se do jeho vozu „1936 Singer 9 LeMans“ snesla z nebes na padáku..
Michael soužený opakujícími se avantýrami tak vyhledá psychoanalytika doktora Fassbendera (Peter Sellers), jenž má samotný problémy se sexuálním životem a chtíč jej nutí sledovat jednu ze svých pacientek, nymfomanku Renée Lefebvrovou (Capucine), která se na skupinové terapii zamiluje do Michaela. Katastrofa je na obzoru, když se všichni, i s rodiči snoubenky Carole, setkávají na francouzském venkově v zapadlém hotelovém zámečku pro víkendové potěšení, navíc nikdo neočekává přítomnost druhých. Přesto bláznivý děj dospěje ke svatbě Michaela a Carole, jež vyvrcholí novomanželskou hádkou.

## Obsazení
| Peter Sellers      | doktor Fritz Fassbender       |
| Peter O'Toole      | Michael James                 |
| Romy Schneider     | Carole Wernerová              |
| Capucine           | Renée Lefebvreová             |
| Paula Prentissová  | Liz Bienová                   |
| Woody Allen        | Victor Shakapopulis           |
| Ursula Andressová  | Rita, parašutistka            |
| Michel Subor       | Philippe                      |
| Eddra Galeová      | Anna Fassbenderová            |
| Katrin Schaakeová  | Jacqueline                    |
| Eléonore Hirtová   | paní Sylvia Wernerová         |
| Jean Parédès       | Marcel, manžel Reneé          |
| Jacques Balutinová | Etienne                       |
| Jess Hahn          | pan Werner                    |
| Howard Vernon      | lékař                         |
| Françoise Hardy    | asistentka starosty           |
| Sabine Sunová      | zdravotní sestra              |
| Nicole Karenová    | Tempest                       |
| Jacqueline Fogtová | Charlotte                     |
| Daniel Emilfork    | chlápek u pumpy               |
| Tanya Lopertová    | slečna Lewisová               |
| Barbara Somersová  | slečna Marksová               |
| Robert Rollis      | muž v půjčovně vozů           |
| Annette Poivreová  | Emma                          |
| Richard Burton     | cameo, muž u baru strip klubu |

## Produkce
Hlavní úlohu měl původně hrát Warren Beatty, jehož klasická reakce do telefonu byla použita jako název filmu. Producent Charles K. Feldman však za scenáristu najal Woody Allena, který začal postavu Beattyho redukovat na úroveň vedlejší role. To vyvolalo mezi studiem a Beattym napětí, když se navíc přepsaný scénář jevil jako zábavnější. Beatty byl tak nucen původně vlastní projekt opustit a následkem tohoto sporu, již s Allenem nikdy nespolupracoval.
V původní Beattyho verzi měl hrát doktora Fassbendera Groucho Marx.
Natáčení probíhalo v Paříži a jeho okolí mezi říjnem 1964 a lednem 1965. Premiéra se uskutečnila v New Yorku 22. června 1965. Pařížské promítání odstartovalo v lednu 1966 pod názvem Quoi de neuf, Pussycat? Celkové tržby z kinosálů se pohybovaly v rozmezí 8,469 až 8,7 miliónu dolarů.
Scéna, v níž Viktor (Woody Allen) slaví své 29. narozeniny večeří u řeky, se natáčela 1. prosince 1965, tedy přímo v den hercových skutečných 29. narozenin. Herečka Capucine hrála dívku jmenující se „Renée Lefebvre“. Využito tak bylo její skutečné příjmení (pravé jméno: Germaine Lefebvre).